# Augenlid

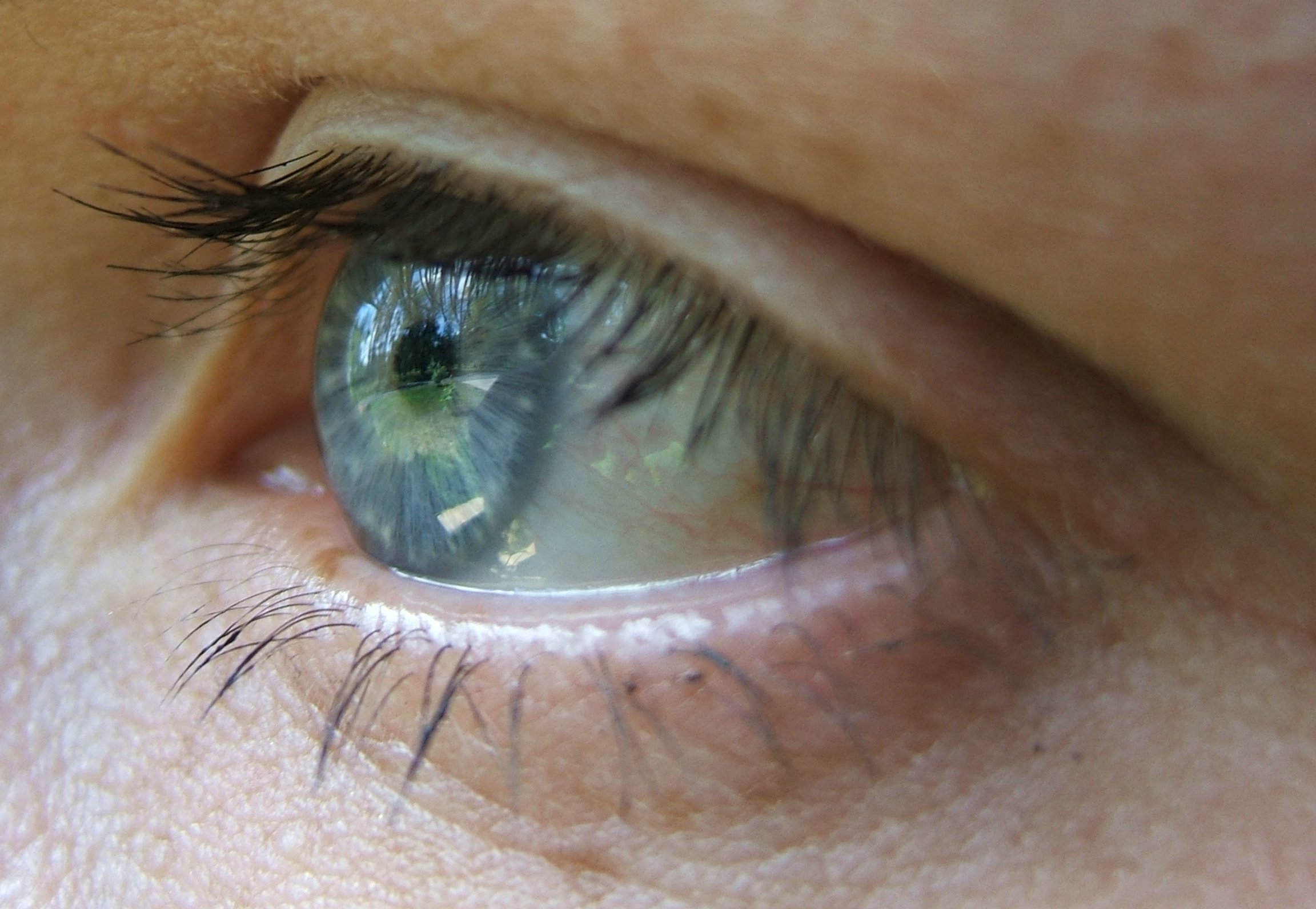
Menschliches Auge mit oberem und unterem Augenlid sowie einer Oberlidfurche

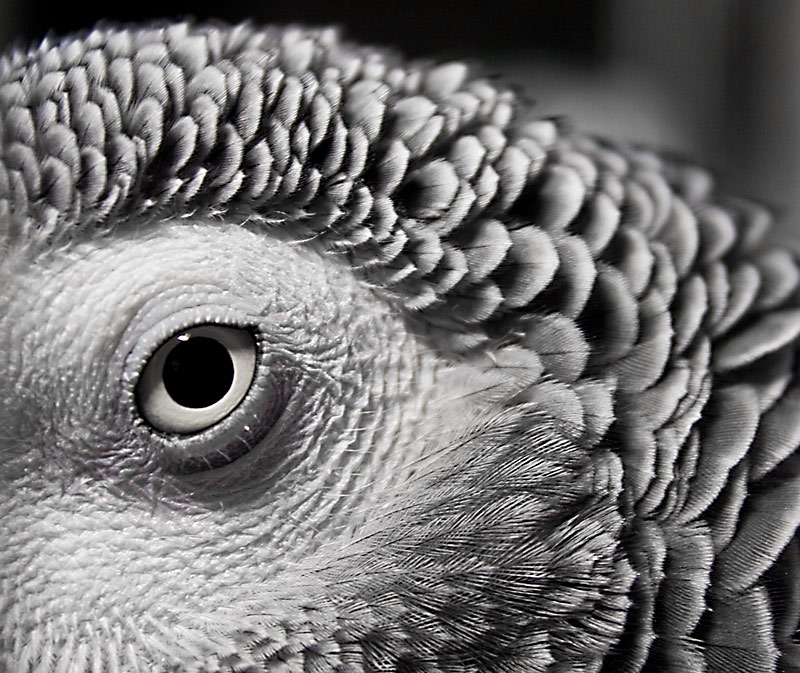
Unvollständig geöffnetes Auge eines Graupapageis mit sichtbarem Ober- und Unterlid

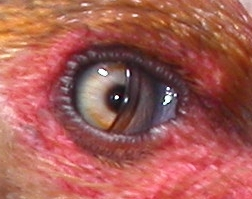
Nickhaut eines Huhns

Ein Augenlid (von mittelhochdeutsch ougelit; lateinisch palpebra; altgriechisch βλέφαρον blepharon) ist eine Falte der Haut mit Muskeln, Drüsen und Bindegewebe, die das Auge schützt. Geschlossen stellen Oberlid und Unterlid die vordere Begrenzung der Augenhöhle (Orbita) dar; die Öffnung zwischen beiden wird Lidspalte (Rima palpebrarum) genannt. Diese endet schläfenseitig und nasenseitig sowohl bei geöffnetem wie bei geschlossenem Zustand im äußeren beziehungsweise inneren Lidwinkel oder Augenwinkel. Die Linie zwischen beiden Lidwinkeln wird als Lidachse bezeichnet.
Allgemein dienen die Augenlider dem mechanischen Schutz und der Feuchthaltung von Bindehaut und Hornhaut des Auges. Sie können den Augapfel vorne vollständig bedecken und halten dessen empfindliche Vorderabschnitte durch den Lidschlag mithilfe von Tränenflüssigkeit sauber und feucht. Aufbau und Struktur der Augenlider können sich je nach Spezies unterscheiden, auch verfügen nicht alle Arten von Schädeltieren über Augenlider. Bei einigen Arten ist zusätzlich unter den beiden Augenlidern eine bewegliche Nickhaut ausgebildet.
Einige für die Bewegung der Lider zuständige Muskeln gehören zur Gruppe der mimischen Gesichtsmuskulatur, was die wichtige Rolle der Augenlider bei der Bildung des Gesichtsausdrucks und der Mimik unterstreicht.

## Funktion

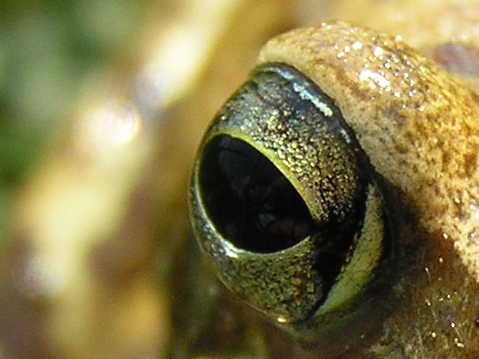
Froschauge

Die Augenlider erfüllen zwei Hauptfunktionen. Sie dienen zum einen dem Schutz des Auges vor jedweder Form von Berührung, Fremdkörpern, Verletzungen und Licht sowie vor mechanischen, chemischen und anderweitigen schädlichen und ungewollten Einwirkungen. Das Schließen und Öffnen der Augenlider wird Lidschlag genannt, allgemein auch Blinzeln. Die Schließbewegung erfolgt dabei entweder willkürlich oder unwillkürlich über den Lidschlussreflex. Er schließt beim Eintritt entsprechender Reize die Augenlider vollständig (beim Menschen durchschnittlich innerhalb von etwa 300 Millisekunden), wobei seine Reizschwelle durch bestimmte Krankheiten herabgesetzt sein kann. Das Schließen des Lides erfolgt dabei in der Regel schneller als das Öffnen. Zum anderen sorgt ein regelmäßiger Lidschlag dafür, dass die empfindliche Hornhaut (Kornea), die einen wesentlichen Anteil an der Lichtbrechung und somit an einem einwandfreien Sehvorgang hat, sowie der vordere Teil der Lederhaut (Sklera) jederzeit ausreichend mit Tränenflüssigkeit benetzt und damit vor dem Austrocknen bewahrt werden. Die Häufigkeit des Lidschlags beträgt beim Menschen etwa 10–12 Lidschläge pro Minute, wobei Frauen schneller und öfter blinzeln als Männer.
Das Verschließen der Augenlider erfolgt synchron und findet in der Regel über das Zusammenwirken von Ober- und Unterlid statt. Ausnahmen hiervon bilden beispielsweise Kolibris und Papageien, bei denen lediglich das Oberlid für den Lidschluss zuständig ist. Bei Enten- und Hühnervögeln hingegen erfolgt das Schließen der Lider durch eine Bewegung des Unterlides nach oben.
Zu den weiteren Eigenschaften der Lider gehört, dass mit einigen Ausnahmen die Augenlider während des Schlafens geschlossen sind.
Über die Schutz- und Versorgungsfunktion hinaus spielen die Augenlider eine nicht unerhebliche Rolle für die Bildung des Gesichtsausdrucks und der Mimik. An ihnen lässt sich ein Eindruck über die momentane Verfassung und die Gesamtpersönlichkeit ableiten, kennzeichnen sie doch beispielsweise einen erschreckten oder ängstlichen Blick sowie den Ausdruck von Freude, Trauer oder Müdigkeit. Zudem können bei manchen Tieren Nickhaut und Lider sekundäre Signalfunktionen übernehmen.

## Anatomie und Struktur

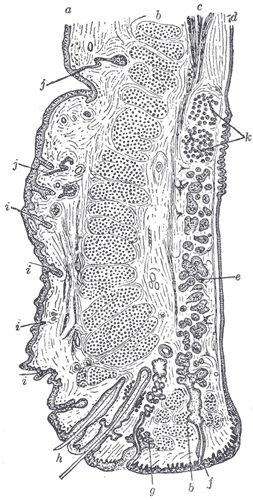
Histologischer Schnitt durch das obere menschliche Augenlid

Die Augenlider gehören zu den Anhangsorganen des Auges. Als paariges Organ bestehen sie aus einem häufig etwas größeren Oberlid (Palpebra superior) und einem Unterlid (Palpebra inferior). Zwischen beiden befindet sich die Lidspalte (Rima palpebrarum). Je im Lidwinkel (Angulus oculi oder Canthus) sind beide Augenlider miteinander verbunden (Commissura palpebrarum) und über zwei Bänder, das Ligamentum palpebrae mediale und Ligamentum palpebrae laterale, auch mit dem medialen und lateralen Rand der Augenhöhle. Im inneren Lidwinkel befindet sich ein knötchenförmiges Gebilde, die Tränenkarunkel.
Bei den Schlangen, der Johannisechse und einigen Geckos sind die Lider zusammengewachsen und bilden eine der Hornhaut aufliegende durchsichtige Struktur, die als Brille bezeichnet und mit gehäutet wird.
Knorpelfische verfügen zwar über Augenlider, jedoch sind diese mit wenigen Ausnahmen (z. B. bei Ammenhaien) nur eingeschränkt beweglich.

### Aufbau
Das Lid besteht aus zwei Blättern, einem äußeren und einem inneren. Dem äußeren Blatt liegt die Körperhaut auf, die aus mehrschichtigem Plattenepithel besteht. Des Weiteren sind der ringförmige Musculus orbicularis oculi sowie im Oberlid der zu ihm antagonistische Lidheber, der Musculus levator palpebrae superioris, dessen Bewegungsstrecke beim Menschen etwa 20 Millimeter beträgt, Bestandteile des äußeren Blattes. Auf Grund seiner besonderen Aufhängung am inneren und äußeren Lidband (Ligamentum palpebrale mediale et laterale) zieht sich der M. orbicularis oculi nicht wie andere Ringmuskel konzentrisch zusammen, sondern bewirkt lediglich einen Lidschluss, ohne dabei jedoch die Lidspalte zu verkürzen.
Das innere Blatt besteht aus dem bindegewebigen Septum orbitale, welches sich zwischen Periorbita und dem Tarsus palpebrae befindet, und dem Tarsus selbst. Dieser wird häufig fälschlicherweise als „Lidknorpel“ bezeichnet, ist jedoch kein Knorpel, sondern eine von straffen Kollagenfasern durchzogene Bindegewebsplatte. Beim Menschen besitzt dieser eine Breite von rund 25 Millimetern, eine Dicke von etwa 1 Millimeter und eine Höhe zwischen 10 Millimetern im Oberlid und 5 Millimetern im Unterlid. In dieser Struktur setzt im Oberlid die Sehne des M. levator palpebrae superioris fächerartig an (Levatoraponeurose). Im inneren Blatt ist weitere glatte Muskulatur zum Öffnen und Regeln der unwillkürlichen Lidspaltenweite eingebettet, der Musculus tarsalis. Er teilt sich im Oberlid als M. tarsalis superior, im Unterlid als M. tarsalis inferior. Auf der Innenseite werden die Augenlider von der Bindehaut (Konjunktiva) überzogen.
Aus dem Umschlag des Oberlides am Fornix conjunctivae kann eine Oberlidfurche (Sulcus palpebralis superior) entstehen, auch Deck-, Lid- oder Umschlagsfalte genannt. Sie bildet sich aus dem Ansatz der Levator-Aponeurose, die am Musculus orbicularis oculi unter der Haut ansetzt, und verläuft parallel zur Lidkante. Ihr Fehlen deutet auf eine vermehrte subkutane Fetteinlagerung hin. Eine Unterlidfurche (Sulcus palpebralis inferior) ist oft nur sehr gering, unauffällig und meist nur bei Blick nach unten ausgeprägt.
Bei Säugetieren sitzen an den Lidrändern die Wimpern (Cilia), bei Vögeln Borstenfedern (Setae). Sie unterstützen die Schutzfunktion der Augenlider, indem sie Staubpartikel und größere Fremdkörper vom Auge abhalten. Um die Wimpern gibt es mehrere Drüsen:
- Moll-Drüsen (Glandulae ciliares), benannt nach dem deutschen Augenarzt Jakob Antonius Moll
- Zeis-Drüsen (Glandulae sebaceae), benannt nach dem deutschen Chirurgen Eduard Zeis
- Meibom-Drüsen oder Tarsaldrüsen (Glandulae tarsales),[13] benannt nach dem deutschen Arzt und Gelehrten Heinrich Meibom

Meibom- und Zeis-Drüsen bilden als Talgdrüsen die sogenannte „Augenbutter“, ein Sekret, das ein Überlaufen der Tränenflüssigkeit über die Lidkante verhindert. Die am Morgen meist eingetrockneten gelblichen Sekretreste im inneren Lidwinkel werden beim Menschen umgangssprachlich als „Schlaf“ aus den Augen gerieben. Die Moll-Drüsen produzieren Schweiß.

### Nickhaut

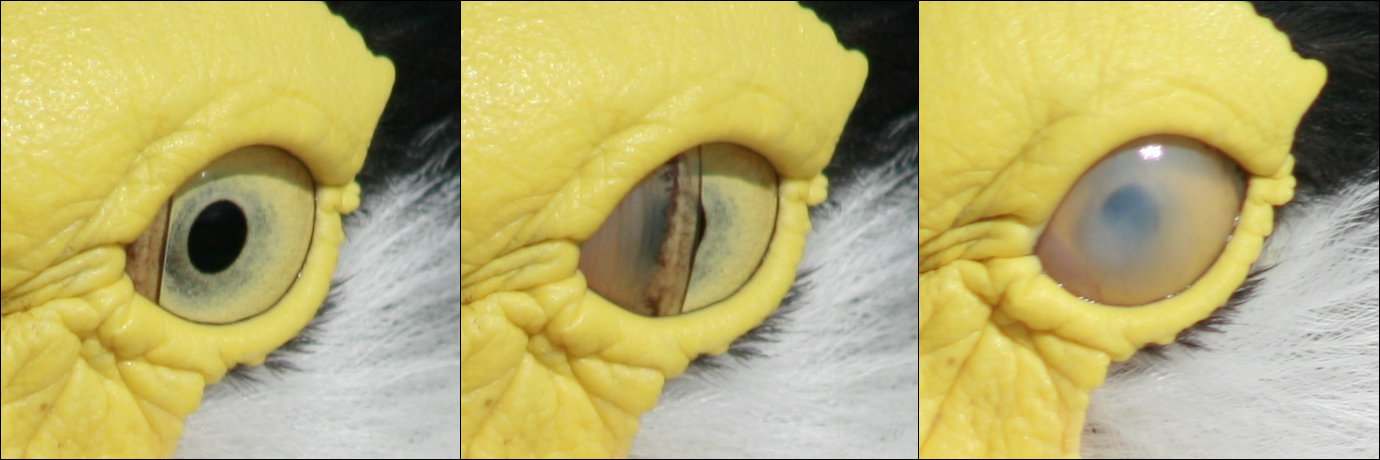
Nickhaut eines Maskenkiebitz

Eine zusätzliche Bindehautfalte im nasenseitigen Augenwinkel wird als Nickhaut (Plica semilunaris conjunctivae, Membrana nictitans) oder drittes Augenlid (Palpebra tertia) bezeichnet. Beim Menschen ist sie nur rudimentär vorhanden. Bei den übrigen Säugetieren ist sie von einem Knorpel gestützt und so groß, dass sie sich bei bestimmten Erkrankungen vor das gesamte Auge legen kann. Bei vielen anderen Wirbeltieren, z. B. Haien, Reptilien und vielen Vögeln, ist sie transparent und kann wie eine Schutzbrille vor das Auge geklappt werden. Bei Vögeln sind in die Nickhaut zwei Muskeln eingelagert, der Musculus quadratus membranae nictitantis und der Musculus pyramidalis membranae nictitantis. Sie ermöglichen einen aktiven Lidschlag der Nickhaut, der bei Vögeln eine größere Rolle für die Verteilung der Tränenflüssigkeit spielt als der der eigentlichen Lider. Beim Haushuhn vollführt die Nickhaut etwa 35 Lidschläge pro Minute. Den Reptilien mit verwachsenen Lidern fehlt die Nickhaut.

### Muskulatur
Folgende Muskeln sind an der Bewegung der Augenlider beteiligt:

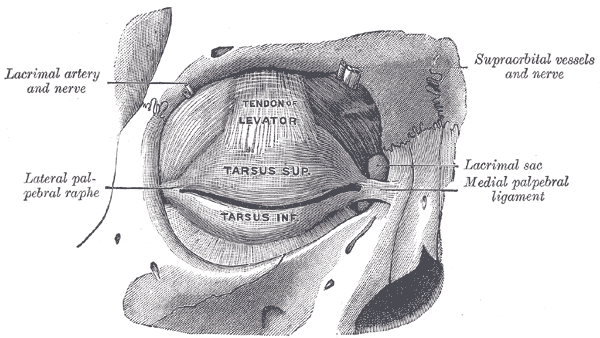
Frontalansicht auf Levatoraponeurose, Septum orbitale und M. orbicularis oculi

| Muskel                                                                                  | Funktion                                              | Innervation          | Typ           |
| --------------------------------------------------------------------------------------- | ----------------------------------------------------- | -------------------- | ------------- |
| Musculus levator palpebrae superioris                                                   | Oberlidhebung                                         | Nervus oculomotorius | quergestreift |
| Musculus orbicularis oculi                                                              | Lidschluss                                            | Nervus facialis      | quergestreift |
| Musculus retractor anguli oculi lateralis                                               | Zurückziehen des seitlichen Lidwinkels bei Raubtieren | Nervus facialis      | quergestreift |
| Musculus levator anguli oculi medialis                                                  | Oberlidheber                                          | Nervus facialis      | quergestreift |
| Musculus malaris                                                                        | Wangenmuskel                                          | Nervus facialis      | quergestreift |
| Musculus frontalis                                                                      | mimische Muskulatur, Heben der Augenbrauen            | Nervus facialis      | quergestreift |
| Musculus tarsalis                                                                       | Erweiterung der Lidspalte                             | Sympathikus          | glatt         |
| Musculus bursalis                                                                       | Bewegung der Nickhaut bei Echsen                      | Nervus abducens      | quergestreift |
| Musculus quadratus membranae nictitantis und Musculus pyramidalis membranae nictitantis | Bewegung der Nickhaut bei Vögeln                      | Nervus abducens      | quergestreift |

### Innervation

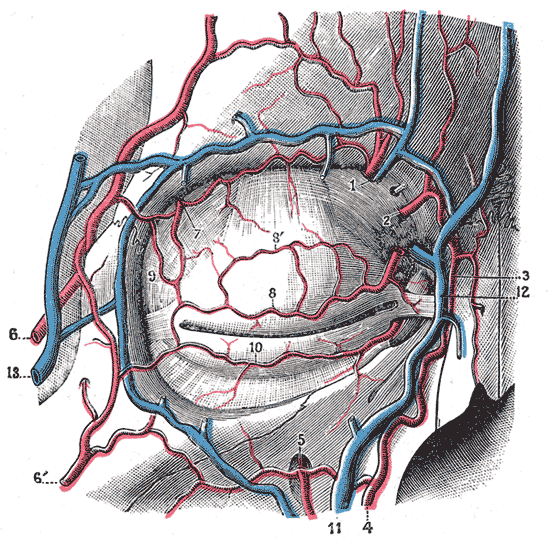
Blutgefäße der Augenlider

Die sensible Innervation erfolgt über Äste des Nervus trigeminus, den Nervus infratrochlearis, Nervus supratrochlearis und den Nervus infraorbitalis. Darüber hinaus versorgt der Nervus lacrimalis den schläfenseitigen (temporalen) Lidwinkel sensibel. Der Musculus tarsalis wird sympathisch innerviert. Die äußere quergestreifte Muskulatur wird in den meisten Fällen vom Nervus facialis, die Nickhautmuskeln von feinen Ästen des Nervus abducens und der Musculus levator palpebrae superioris vom Nervus oculomotorius innerviert.

### Blutversorgung
Die Augenlider werden durch folgende Äste der Arteria ophthalmica mit Blut versorgt:
- Arteria supraorbitalis
- Arteria lacrimalis
- Arteria palpebralis medialis superior
- Arteria palpebralis medialis inferior

Die bogenförmige Anordnung der arteriellen Gefäße im Ober- und Unterlid wird als Arcus palpebralis superior beziehungsweise Arcus palpebralis inferior bezeichnet. Der venöse Abfluss erfolgt über die Vena angularis in die Vena facialis sowie die Venae palpebrales in die Vena ophthalmica superior.

## Erkrankungen und Funktionsstörungen

### Lidstellung
Krankhafte Veränderung der Lidstellung finden sich als Kolobom sowie als aus- beziehungsweise einwärts gewendete Ober- oder Unterlidkante, die Ektropium und Entropium genannt werden. Letzteres kann zu einer Trichiasis führen, einer Fehlstellung der Wimpern mit mechanischer Reizung der Hornhaut.

### Lidverwachsungen
Verwachsungen oder Verklebungen der Lidbindehaut mit der Sclera des Augapfels, bspw. nach Verätzungen, werden als Symblepharon bezeichnet. Eine angeborene Verwachsung zwischen Ober- und Unterlid nennt man Ankyloblepharon.

### Lidhauterkrankungen

Xanthelasmen der Lider

Krankhafte Veränderungen der Lidhaut können auftreten als Exanthem oder Ödem. Pigmentstörungen und Fetteinlagerungen existieren oft in Form von Xanthelasmen. Eine altersbedingte Veränderung der Lidhaut ist bekannt als Blepharochalasis. Zudem sind die Augenlider anfällig für Herpes-simplex- und Herpes-zoster-Infektionen sowie andere dermatologische Entzündungsprozesse.

### Liddrüsen

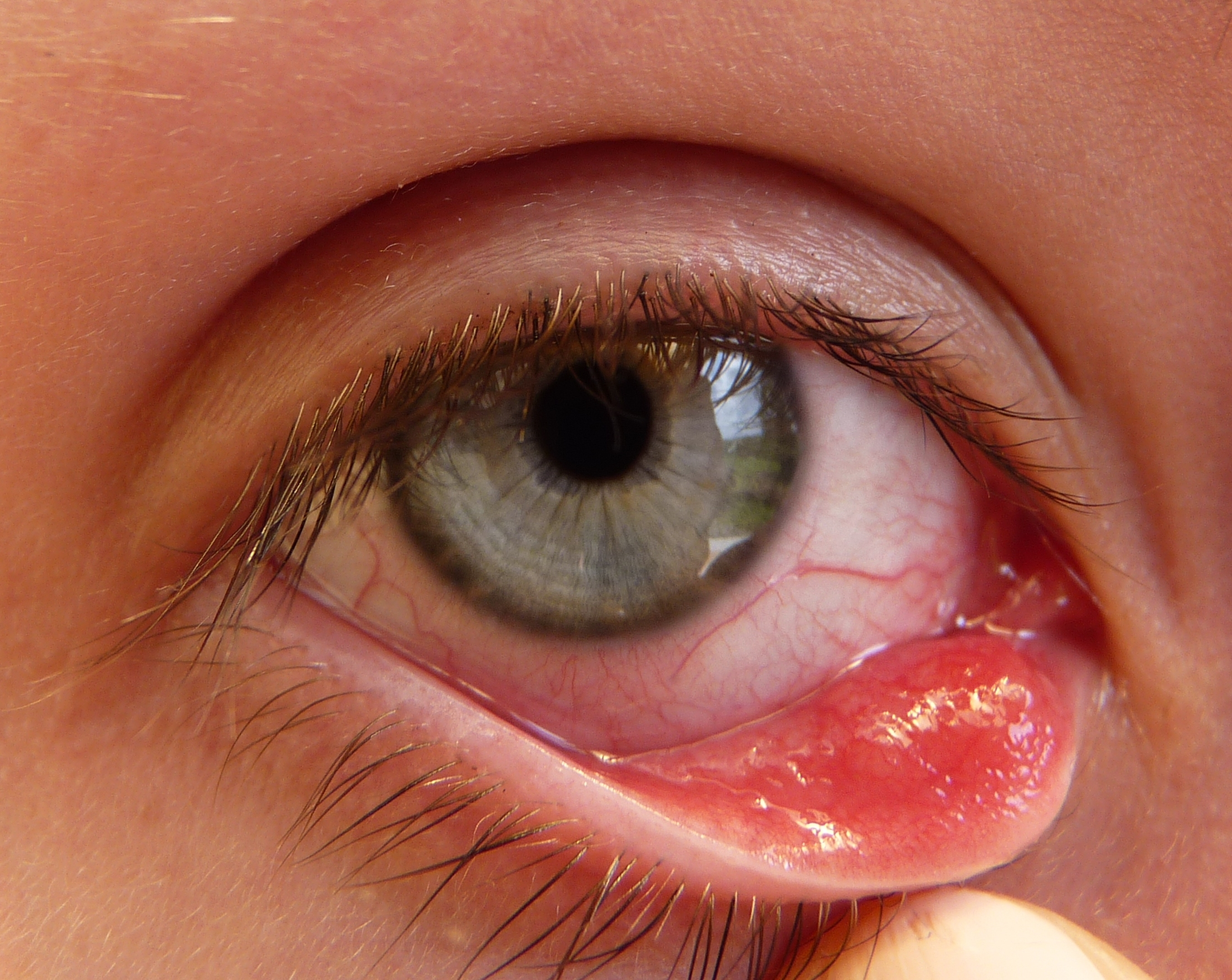
Hordeolum

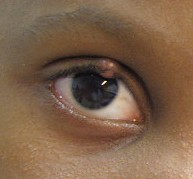
Oberlid-Chalazion

Akute Entzündungen der Zeiss- oder Moll-Drüsen führen zu einem äußeren Hordeolum (Hordeolum externum). Sind die Meibom-Drüsen betroffen, handelt es sich um ein inneres Hordeolum (Hordeolum internum). Beides wird unter dem Begriff des Gerstenkorns zusammengefasst. Eine chronische Entzündung der Meibom-Drüsen führt zu einem Chalazion, allgemein Hagelkorn genannt.

### Lidranderkrankungen
Typische Erkrankung des Lidrandes ist eine Entzündung, die Blepharitis genannt wird und unterschiedliche Ursachen haben kann. Häufig tritt eine Blepharitis in Verbindung mit einer Bindehautentzündung auf und wird dann Blepharokonjunktivitis genannt.

### Bewegungsstörungen

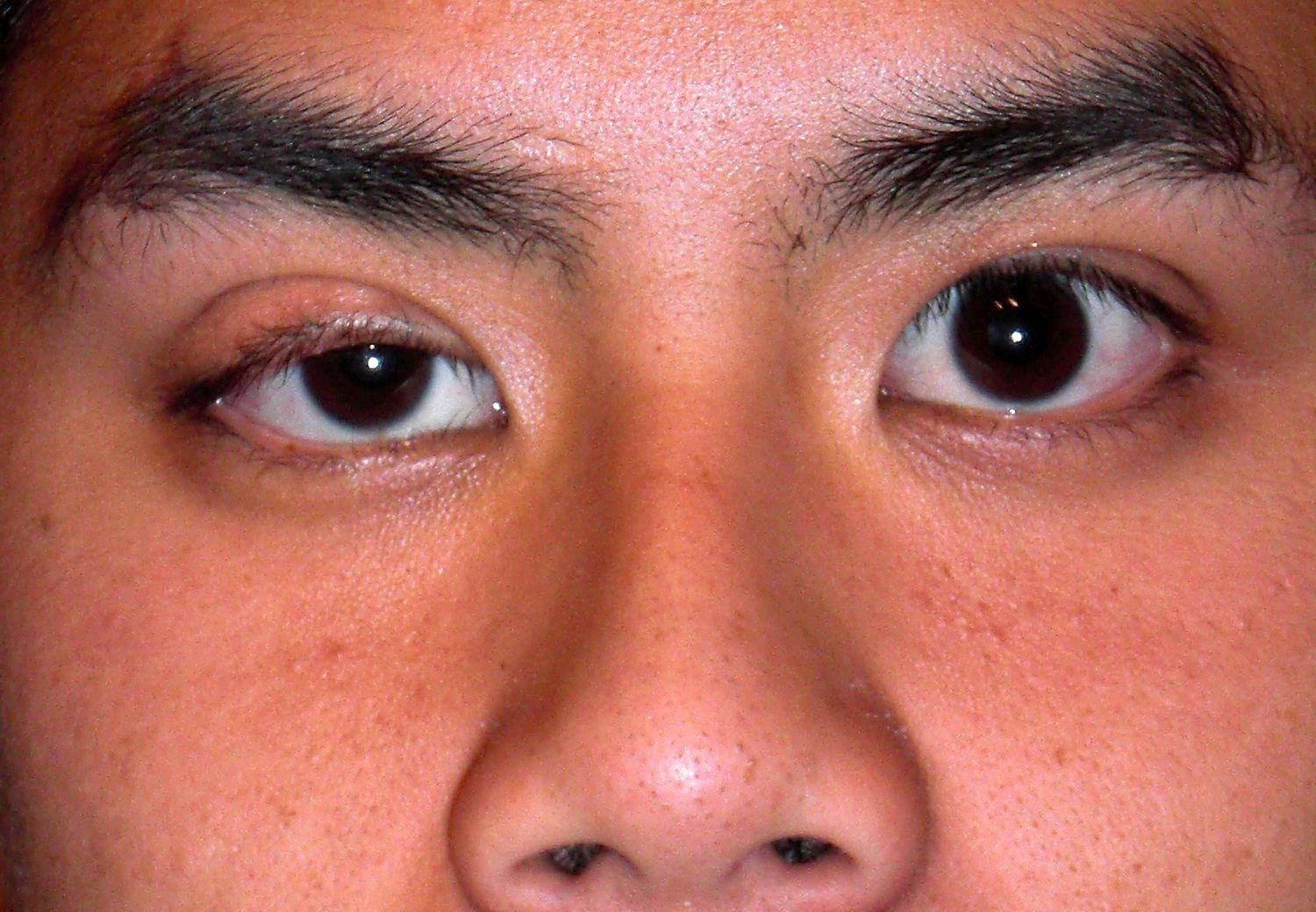
Inkomplette Ptosis rechts

Bewegungsstörungen treten in Form eines teilweisen oder vollständigen Herabhängens des Oberlides (Ptosis) auf, verbunden mit der Unfähigkeit, das Augenlid normal zu öffnen. Die angeborenen oder erworbenen Ursachen hierfür können sehr unterschiedlich sein und stellen meist ein innervationelles Problem des durch den Sympathicus innervierten M. tarsalis (Horner-Syndrom) oder durch den Nervus oculomotorius innervierten M. levator palpebrae superioris dar. Im Gegensatz hierzu bezeichnet man die durch eine Lähmung des Gesichtsnerven hervorgerufene Unfähigkeit, das Augenlid vollständig zu schließen, als Lagophthalmus. Dieses Defizit bezieht sich auch auf den Lidschlussreflex. Ein krampfartiger Verschluss der Augenlider wird Blepharospasmus genannt.
Eine weitere Bewegungsstörung tritt in Form eines unwillkürlichen Lidzuckens (Benigne Faszikulation) auf, einer Art Tremor eines oder beider Augenlider. Meist sind solche Lidzuckungen zwar störend, jedoch relativ harmlos, selbst wenn sie über Stunden oder Tage anhalten. Es verschwindet meist von allein. Die Ursachen können vielfältig sein und reichen von mechanischen Reizungen, Ermüdungserscheinungen, Stress, bis hin zu Mineralstoffmangel, insbesondere Magnesiummangel, Alkoholkonsum oder visueller Belastung. Sehr selten ist eine neurologische Erkrankung die Ursache.
Eine krankhafte Reduzierung der Lidschlagfrequenz ist als Stellwag-Zeichen bekannt und tritt meist in Verbindung mit einer endokrinen Orbitopathie beim Morbus Basedow auf. Hingegen ist ein vermehrter Lidschlag in Form eines häufigen Blinzelns meist das Resultat mechanischer oder entzündungsbedingter Beeinträchtigungen, wie zum Beispiel ein Fremdkörpergefühl, ein trockenes Auge, darüber hinaus ein Zeichen unwillkürlicher Muskelkontraktionen (Tic) durch Nervosität.
Ein weiteres klinisches Zeichen der endokrinen Orbitopathie, das sich am Lid manifestiert, ist ein zurückgezogenes Oberlid (Retraktion), was den Eindruck eines starren Blicks erweckt (Kocher-Zeichen).
Eine relative Überfunktion des Lidhebers mit auffälliger Oberlidretraktion kann sich bei einer paretischen Einschränkung der Blickhebung und des Musculus rectus superior, eines vertikalen, geraden Augenmuskels ergeben. Hierbei wird ein verstärkter Impuls zur Blickwendung nach oben zwar nur unvollständig von dem betroffenen Muskel umgesetzt, wirkt sich jedoch in vollem Umfang auf die synergistische Bewegung des M. levator palpebrae superioris aus, was zu einem abnormen Hochziehen des Oberlides führt.

### Weitere Erkrankungen
Es sind eine Reihe von Gewebsveränderungen oder Tumoren bekannt, die das Lid befallen können, darunter Lidabszesse, Zysten, Tumoren (zum Beispiel Hämangiome, Karzinome, Basaliome oder Melanome). Zu teils massiven Abnormitäten der Lider kann es beim Treacher-Collins-Syndrom (auch: Franceschetti-Syndrom) kommen, einer erblichen Erkrankung mit Gesichtsfehlbildungen. Weitere Erkrankungen der Augenlider können durch Parasitenbefall entstehen. Lidödeme, Verdickungen des Oberlides oder Lidhämatome können zu einer Pseudoptosis führen.
Ein besonderes Zeichen beim Down-Syndrom und anderen Erbkrankheiten ist die nasale Lidfalte (Epikanthus), die jedoch auch physiologisch, insbesondere im asiatischen Raum, auftritt und deshalb hin und wieder Mongolenfalte oder Doppelte Lidfalte genannt wird.
Ablepharie bezeichnet das Fehlen eines Augenlides, beispielsweise beim Ablepharon-Makrostomie-Syndrom.
Ein mit zunehmendem Alter auftretendes Erschlaffen des Bindegewebes wird als Schlupflid bezeichnet und in manchen Fällen als kosmetisch unvorteilhaft und deshalb korrekturbedürftig angesehen. In Österreich wird die operative Korrektur eines Schlupflides von der Sozialversicherung bezahlt, wenn dieses eine Gesichtsfeldeinschränkung hervorruft, die bei der Berufsausübung zu relevanten Behinderungen führt – beispielsweise bei einem Kameramann.
Die Nickhaut kann ebenfalls von besonderen Erkrankungen betroffen sein (siehe: Erkrankungen der Nickhaut).

## Untersuchung

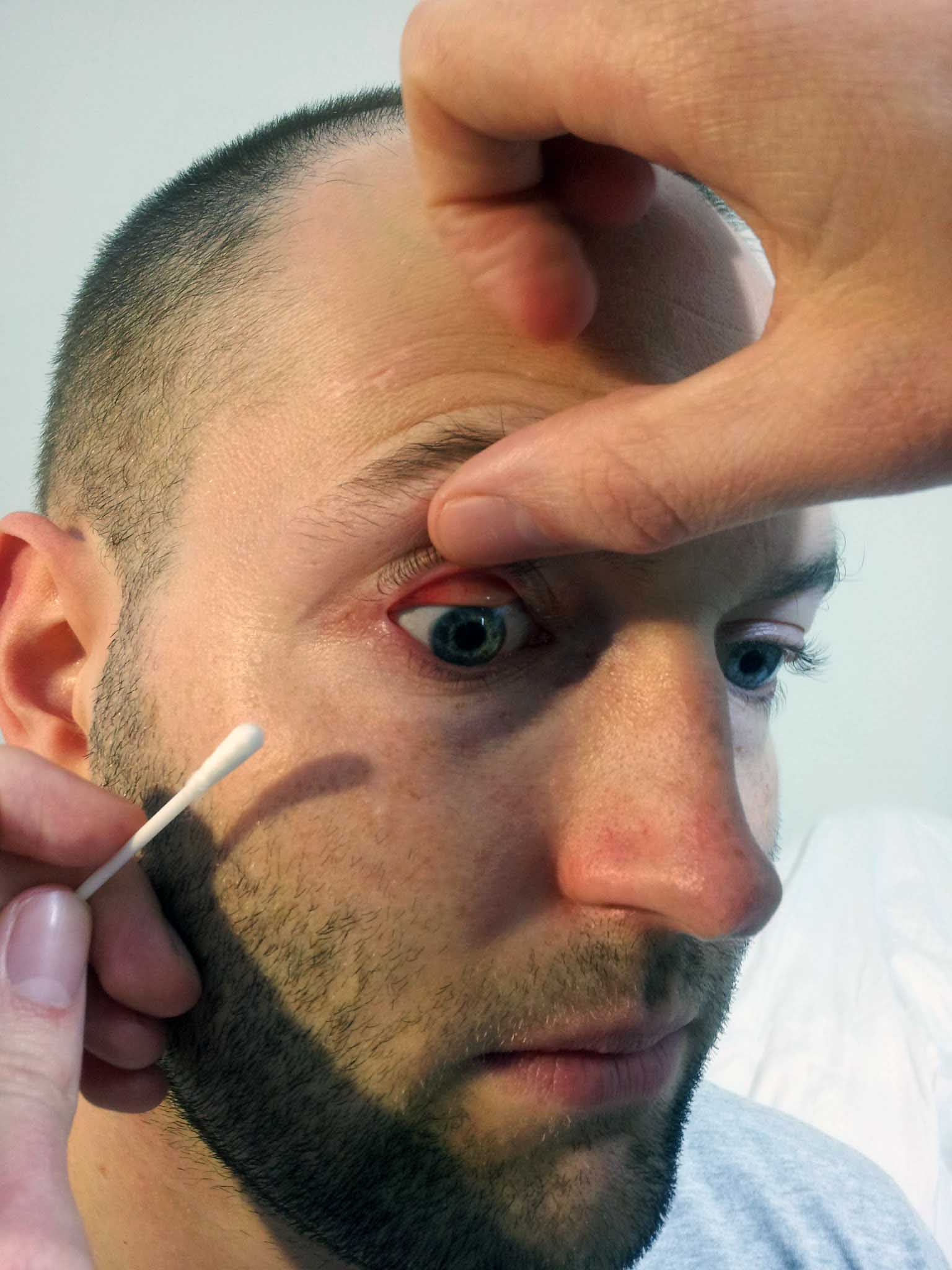
Ektropioniertes Oberlid

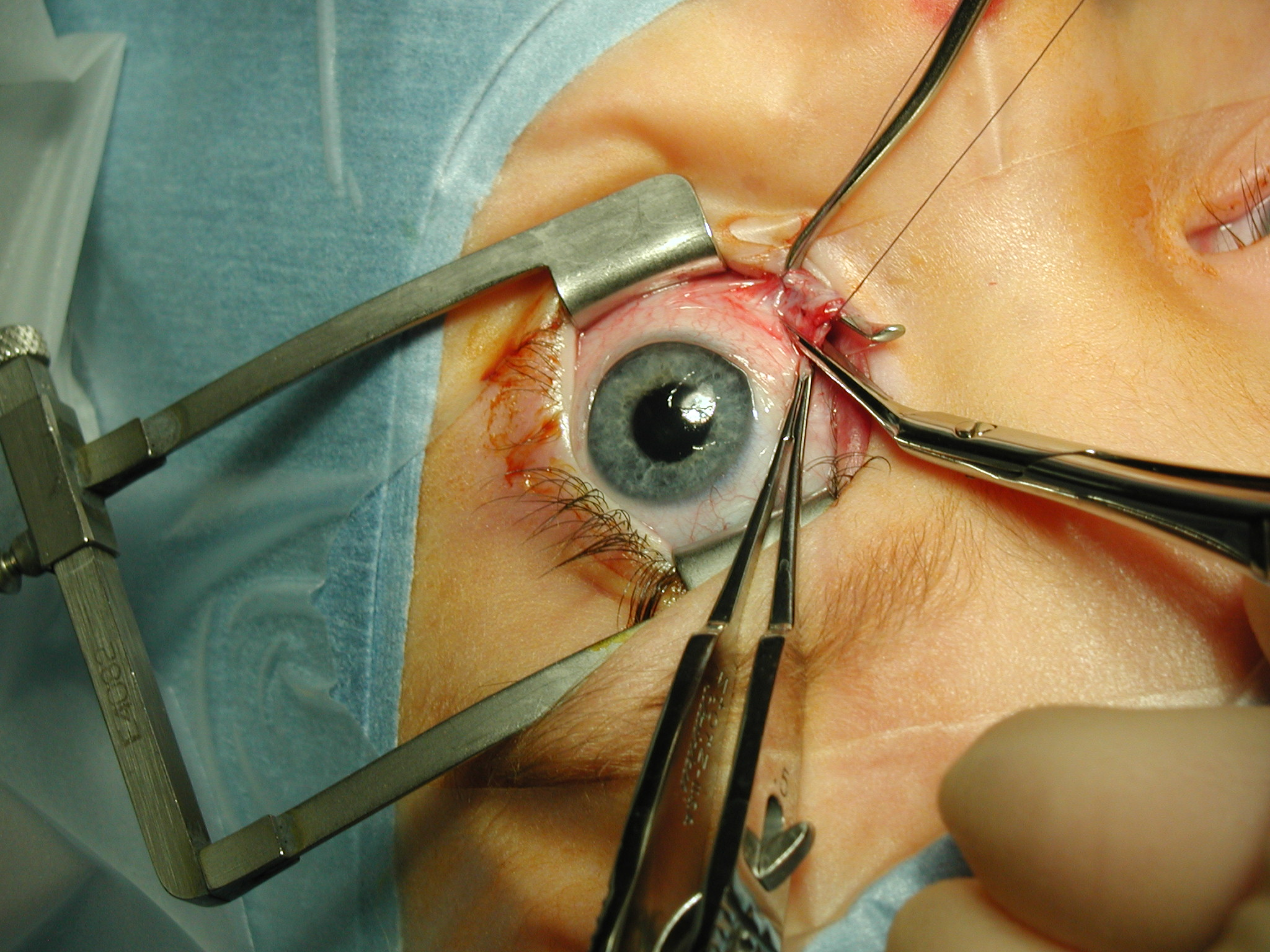
Verwendung eines Lidsperrers bei einer Schieloperation

Die Inspektion der Lider erfolgt im Allgemeinen mit bloßem Auge, unter Zuhilfenahme einer Lupenbrille oder mittels einer Spaltlampe. Für die Untersuchung der Bulbusbindehaut und Lidränder genügt oft schon das Auseinanderziehen des Ober- und Unterlides. Zur Beurteilung der Lidbindehaut auf der Unterseite kann darüber hinaus das Oberlid bis zum Tarsus oder weiter bis zur oberen Umschlagsfalte zurückgeklappt werden. Dies geschieht entweder unter Zuhilfenahme eines einfachen Watte- oder Glasstäbchens oder mit einem Desmarres-Lidhalter (nach dem französischen Augenarzt Louis-Auguste Desmarres). Das Verfahren wird einfaches und doppeltes Ektropionieren genannt. Um bei Untersuchungen oder chirurgischen Eingriffen die Lider geöffnet zu halten und einen ungewollten Lidschluss zu verhindern, wird ein Lidsperrer verwendet, der das Ober- und Unterlid geöffnet hält, ohne den Zugang und die Draufsicht auf das Untersuchungs- oder Behandlungsgebiet einzuschränken. Unterstützend wird dabei in manchen Fällen und oft in Kombination mit einer Retrobulbäranästhesie eine artifizielle Lähmung des M. orbicularis oculi, ein Fazialisblock, herbeigeführt.

### Bedeutung der Lidachse
Ein besonderer Verlauf der Lidachse kann bei der Diagnostik von Behinderungen hilfreich sein.
Einen lateral ansteigenden Lidachsenverlauf (Schrägstellung der Lidachse nach außen oben) findet sich häufig bei Menschen mit Down-Syndrom (Trisomie 21), Trisomie 3 und Zellweger-Syndrom.
Einen seitlich (lateral) abfallenden Lidachsenverlauf (Schrägstellung der Lidachse nach außen unten), wie er durch die Hypoplasie (Unterentwicklung) oder das Fehlen von Wangenknochen begünstigt wird, ist häufig bei Menschen mit Rubinstein-Taybi-Syndrom, Pierre-Robin-Syndrom, Noonan-Syndrom, Marfan-Syndrom, DiGeorge-Syndrom, fetalem Alkoholsyndrom, Hallermann-Streiff-Syndrom, otopalatodigitalem Syndrom, Katzenschrei-Syndrom, Cohen-Syndrom und Katzenaugen-Syndrom anzutreffen.

### Lidspaltendiagnostik
Die Beurteilung der Lidspalte (Rima palpebrarum) ist insbesondere beim Krankheitsbild der endokrinen Orbitopathie zur Beurteilung von Status und Verlauf sinnvoll. Hierbei handelt es sich um folgende Symptomatik:
- durch einen Exophthalmus bedingte, übermäßig geweitete Lidspalte (Dalrymple-Zeichen)
- Zurückbleiben des Oberlides bei Blicksenkung (Von-Graefe-Zeichen)

Alle diese Befunde können zur genaueren Beurteilung quantifiziert werden: Dalrymple- und Von-Graefe-Zeichen in Millimetern, Stellwag-Zeichen in Lidschlägen pro Minute.
Ein klinisches Zeichen einer Myasthenia gravis stellt die Ermüdung des Lidhebers dar. Zum Nachweis wird der Simpson-Test durchgeführt, bei dem vom Patienten ein längerer Aufblick gefordert wird, der bei positivem Befund in einem zunehmenden Herabsinken des Oberlides resultiert. Nach Gabe von Tensilon verschwindet diese Symptomatik vorübergehend wieder.

## Operationen am Augenlid
Die Augenheilkunde hält eine Reihe von konservativen und operativen Verfahren zur medizinisch indizierten lokalen Behandlung von Liderkrankungen, Entfernung von Chalazion und Tumoren, Stellungsanomalien und Bewegungsstörungen bereit. Operationsverfahren sind beispielsweise Eingriffe am Musculus levator palpebrae superioris bei einer Ptosis, unterschiedliche Techniken der Verschiebeplastik, freie Hauttransplantationen sowie Ober- und Unterlidverlängerung und seitliche Lidspaltenverkleinerungen. Eine weitere Technik zur Lidspaltenverengung mittels einer speziellen Naht ist als Tarsoraphie bekannt. Operationen im Bereich der Lidkanten gelten dabei wegen der funktionellen und anatomischen Verhältnisse als besonders anspruchsvoll.
Zunehmend findet die plastische Chirurgie Möglichkeiten zur Veränderung des kosmetischen und ästhetischen Erscheinungsbildes, beispielsweise die Blepharoplastik zur Straffung der Lider. Hierbei spielt der Sulcus palpebralis superior eine besondere Rolle, da er unter anderem den Zugangspunkt für alle inneren Strukturen des Oberlides bildet. Die Anwendung des Nervengiftes Botulinumtoxin ist ebenfalls verbreitet, beispielsweise zur Beseitigung von störenden Falten oder zur Behandlung eines Blepharospasmus. Darüber hinaus kommen LASER-Verfahren zum Einsatz, zum Beispiel bei der Entfernung von Xanthelasmen.
Insbesondere im Bereich der Schönheitschirurgie besteht daher ein hoher Aufklärungsbedarf hinsichtlich der Erwartungshaltung der Patienten in Relation zu Risiken und Erfolgsaussichten.

## Etymologie
Das Wort Lid, kurz für ‚Augendeckel‘ bzw. ‚Augenlid‘ (von mittelhochdeutsch ougelit), früher auch „Augenlied“ geschrieben, geht auf mittelhochdeutsch/althochdeutsch lit (von althochdeutsch hlit) mit der Bedeutung ‚Deckel (auf einem Gefäß)‘ zurück. Lid als ‚Verschluss‘ gehört zu angelsächsisch hlīdan ‚schließen, bedecken‘ (vgl. angelsächsisch und altfriesisch hlid ‚Decke, Deckel, Dach, Tür, Öffnung‘).

## Medizingeschichte
Die operative Behandlung von Verwachsungen oder Verklebungen der Augenlider wurde bereits von Rhazes im 10. Jahrhundert beschrieben. Eine Augenlidbildung führte erstmals 1834 Johann Friedrich Dieffenbach durch. Weitere plastische Operationen Dieffenbachs am Auge galten der Behandlung des Ankyloblepharons und des Ektropiums.

## Kulturgeschichte
In vielen Kulturkreisen gehört es zu den letzten Diensten am Menschen, die Augenlider bei Verstorbenen zu schließen. Abhängig von Traditionen und Moden wird zu kosmetischen Zwecken insbesondere das Oberlid durch Lidstrich und/oder Lidschatten hervorgehoben.